# فرانكي هورن
فرانكي هورن (بالإنجليزية: Frankie Horne)‏ هو لاعب اتحاد الرغبي جنوب أفريقي، ولد في 24 فبراير 1983 في بورت إليزابيث في جنوب أفريقيا.